# Brug 1471
Brug 1471 is een bouwkundig kunstwerk in Amsterdam-Zuidoost.
Deze brug maakt deel uit van het voet- en fietspadensysteem van Amsterdam-zuidoost. Hier kruisen het Kelbergenpad (richting stedelijke bebouwing), het Steengroevenpad (zowel stedelijk als landelijk gebied) en het AMC-pad (landelijk gebied) elkaar. Het AMC-pad waarin de brug ligt voert voor het overgrote deel door natuurgebied De Hoge Dijk, maar is tegelijkertijd vernoemd naar een van de grootste gebouwen in Zuidoost, het Academisch Medisch Centrum waarbij het begint/eindigt.
De stadsuitbreidingen geraakten hier in het midden van de jaren tachtig. Er moest een uitgebreid voet- en fietspadensysteem aangelegd worden vanwege de wens van gescheiden verkeersstromen. Aan architect Dirk Sterenberg de taak om vanuit zijn woonplaats Hoorn (Noord-Holland) voor de Dienst der Publieke Werken talloze bruggetjes te ontwerpen voor dit systeem. Voor deze voet- fietsbrug (zonder gescheiden dekken) gebruikte hij een variant waarbij vier heipalen twee-aan-twee verbonden door houten remmingswerk in het water staan, Daarbovenop zijn betonnen jukken zijn geplaatst. Deze jukken dragen de houten liggers die op hun beurt het rijdek dragen. Het geheel werd afgesloten met dikke bruin geschilderde balken als leuning en balusters. Brugdek en leuningen waren niet bestand tegen het Nederlandse weer. De bovenbouw werd begin 21e eeuw vervangen door slankere leuningen naar model van Haasnoot Bruggen, die relatief veel bruggen bouwde en vernieuwde in Amsterdam.   
Ten noorden van de brug ligt op circa honderd meter afstand richting stad een sluisje.
1431 · 1432 · 1438 · 1439 · 1444 · 1445 · 1446 · 1447 · 1448 · 1449 ·  1450 · 1451 · 1452 · 1453 · 1454 · 1455 · 1456 · 1457 · 1458 · 1459 · 1461 · 1462 · 1463 · 1464 · 1465 · 1466 · 1471 · 1472 · 1473 · 1477 · 1478 · 1479 · 1482 · 1483 · 1484 · 1485 · 1486 · 1487 · 1488 · 1489 · 1490
Overige brugnummers niet vergeven of gesloopt (gegevens 2022).